# Yasmine Belmadi
Yasmine Belmadi (París, 26 de enero de 1976 – 18 de julio de 2009) fue un actor francés de origen argelino. Apareció en trece películas y completó su último papel un día antes de su muerte.

## Biografía
Belmadi nació en el suburbio parinsino de Aubervilliers. Su primera aparición en el cine fue en 1997, cuando encarnó al papel de joven gay en el cortometraje Les Corps ouverts, dirigida por Sébastien Lifshitz.  El film tuvo una gran acogida, ganando dos premios (el Premio Kodak y el Premio Jean Vigo) en la categoría de mejor cortometraje en 1998. Otras apariciones destacadas fueron Amantes criminales (Les Amants criminels), Wild Side, Beur blanc rouge y Grande École.
Belmadi protagonizó la película de 2009 Adieu Gary, dirigida por Nassim Amaouche, con el que ganó el Gran Premio de la Crítica del Festival de Cannes. Adieu Gary se estrenó en Francia el 22 de julio de 2009, cuatro días después de la muerte de Belmadi. El último papel de Belmadi fue en Pigalle, una producción para el canal de televisión francés Canal+, que completó su rodaje el 17 de julio de 2009.

## Muerte
El 18 de julio de 2009, a las seis de la mañana, la moto scooter que pilotaba Belmadi chocó con un poste de luz en la intersección del Pont de Sully y el Boulevard Henri IV en París. Fue trasladado al Hospital Pitié-Salpêtrière, donde murió a causa de sus heridas, a la edad de 33 años.

## Filmografía
- 1997: Les Corps ouverts , de Sébastien Lifshitz
- 1998: Les Terres froides, de Sébastien Lifshitz (TV film)
- 1999: Amantes criminales (Les Amants criminels), de François Ozon
- 2000: [[Un dérangement considérable, de Bernard Stora
- 2000: Les Gens en maillot de bain ne sont pas (forcément) superficiels, de Éric Assous
- 2003: Filles uniques, de Pierre Jolivet
- 2003: ¿Quién mató a Bambi? (Qui a tué Bambi?), de Gilles Marchand
- 2004: Wild Side, de Sébastien Lifshitz
- 2004: Beur blanc rouge, de Mahmoud Zemmouri
- 2004: Grande École, de Robert Salis
- 2005: Au petit matin, de Xavier Gens
- 2008: Coupable, de Laetitia Masson
- 2009: Adieu Gary, de Nassim Amaouche
- 2009: Pigalle, de Hervé Hadmar (TV)[2]